# 1102 w polityce

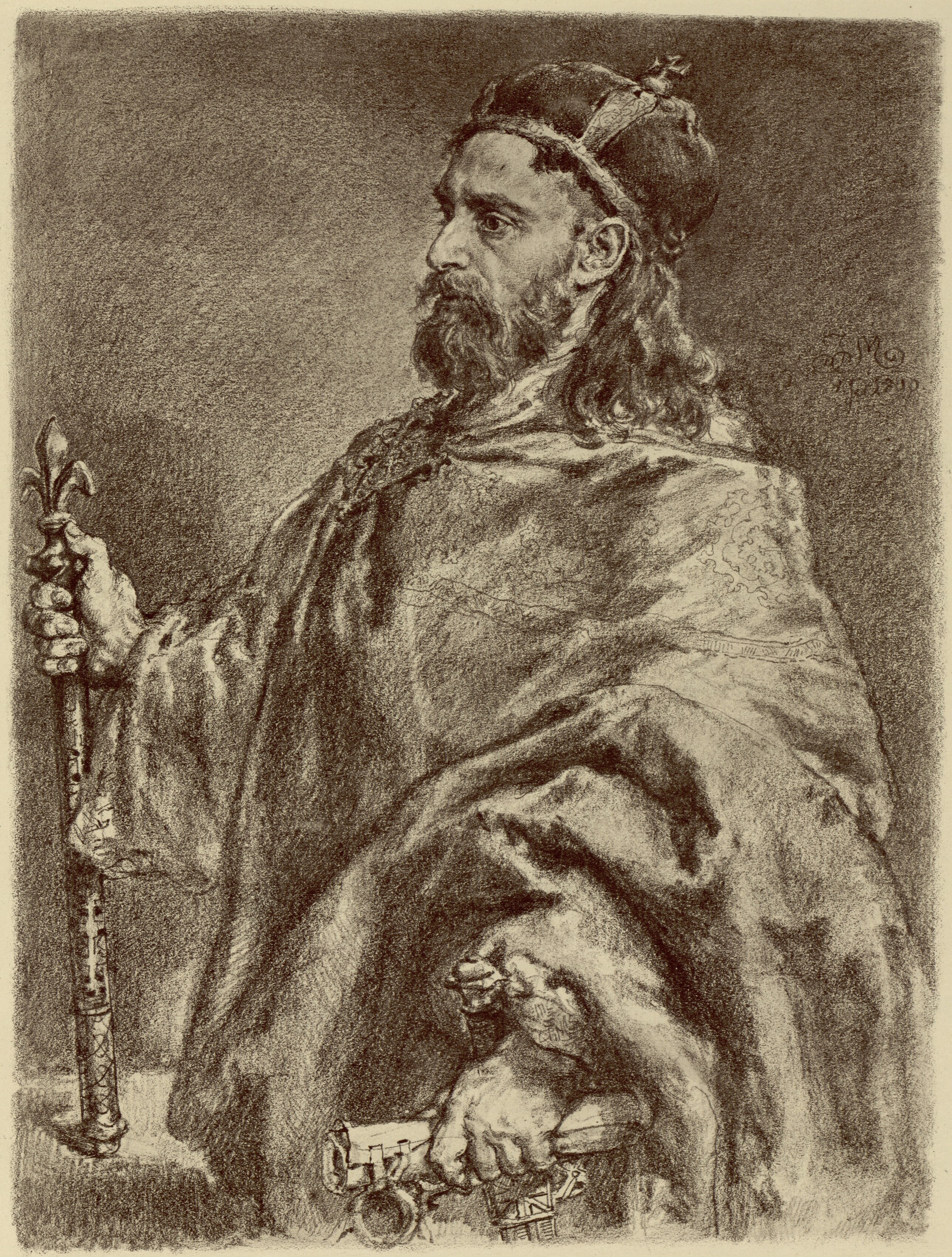
Jan Matejko, Władysław I Herman

Wydarzenia polityczne w 1102 roku.

## Wydarzenia
- Krzyżowcy zdobywają Cezareę Nadmorską[1]

## Urodzili się
- Matylda, córka króla Anglii Henryka I Beauclerca i żona cesarza Henryka V Salickiego[2].

## Zmarli
- 4 czerwca Władysław I Herman, książę Polski z dynastii Piastów, ojciec Bolesława III Krzywoustego[3].
- Guislabert II, hrabia Rosselló[4].